# Милето (Вибо Валенција)
Милето (итал. Mileto) је насеље у Италији у округу Вибо Валенција, региону Калабрија.
Према процени из 2011. у насељу је живело 3258 становника. Насеље се налази на надморској висини од 366 м.

## Становништво
Према резултатима пописа становништва 2011. у општини је живело 6.894 становника.
| 1931. | 1936. | 1951. | 1961. | 1971. | 1981. | 1991. | 2001. | 2011. |
| ----- | ----- | ----- | ----- | ----- | ----- | ----- | ----- | ----- |
| 7.130 | 7.565 | 9.127 | 8.061 | 7.135 | 7.357 | 7.492 | 7.157 | 6.894 |